# Inocellia taiwana
Inocellia taiwana är en halssländeart som beskrevs av H. Aspöck och U. Aspöck 1985. Inocellia taiwana ingår i släktet Inocellia och familjen reliktsländor. Inga underarter finns listade i Catalogue of Life.